# Море љубави
Море љубави (шп. Mar de amor) мексичка је теленовела, продукцијске куће Телевиса, снимана током 2009. и 2010.
У Србији је приказивана током 2010. и 2011. на телевизији Пинк.

## Синопсис
У малом рибарском месту Плаја Ескондида живи Естреља Марина, бунтовна девојка коју су одгојили крсни кумови, скромна рибарска породица. Естреља је рођена након што је њена мајка Касилда била силована. Касилда је изгубила разум након што је родила кћерку и од тога дана бесциљно лута улицама. У истом рибарском месту живи моћник, нитков Леон Пара Монтијел са својим кћеркама, арогантном Оријаном и племенитом Еленитом.
Након много година у Плају Ескондиду враћа се Виктор Мануел Галиндез. Пао је у дубоку депресију и жели да остатак живота проведе у родном граду. Иако Оријана жели да га заведе, он се заљубљује у Естрељиту и она му узвраћа љубав. Али живот Виктора Мануела није тако транспарентан као Естрељин, он крије прошлост која му не да мира.
Леон Пара је најбогатији човек у месту. Веома је поносан на своју кћерку Оријану која ја управо дипломирала. Оријана није добра особа, себична је и пуна мржње. Леон жели да изгради хотелски комплекс у месту и препушта тај пројекат Оријани. Али како би га изградио, најпре мора да откупи цело место од Виктора Мануела који је прави власник целе Плаје Ескондиде. Оријана се заљуби у Виктора Мануела, који не жели никакву љубавну везу. Како временом упознаје Естрељу Марину његово срце почне да се отвара. Скромна девојка и богати наследник и не слуте како ће тешко моћи наћи заједничку срећу. Не само да ће Оријана својим смицалицама покушати да их раздвоји, него се и Леон заљубио у Естрељу и жели је за себе под сваку цену. Зато ће их отац и кћерка заједничким снагама покушати да раздвоје.
Након вечерње олује насред плаже пронађена је жена која лежи без свести. Чини се да ју је избацило море. Неки је гледају као да је морска сирена. Њено име је Корал, жена коју је Виктор Мануел волео у прошлости и за коју је мислио да је мртва. Корал пати од амнезије, а он јој покушава помоћи да поврати памћење. Естрељита је љубоморна, али Виктор Мануел је одлучан у намери да помогне Корал, јер она верује да је он још увек заљубљен у њу. Леон и Оријана муче Естрељу говорећи јој да су богати наследник и Корал љубавници и да намеравају да се венчају.
Естреља Марина је потпуно скрхана и напушта место са својом болесном мајком. Упознаје Ернана, славног лекара који је уверава да може да излечи Касилду. Ернан се заљубљује у Естрељиту и она пристаје да буде са њим иако још не може да заборави Виктора Мануела, нарочито након што се њих двоје сретну у главном граду. Али њена мржња је јача од жеље да му опрости.
Корал почиње да се присећат свега па се тако сети и да је била лудо заљубљена у Виктора Мануела. Зла жена жели да загорча Естрељин живот. Изгледи да ће Естреља и Виктор Мануел поново бити заједно све више бледе. Само снага њихове љубави може да им помогне да пронађу давно изгубљени пут ка срећи…

## Ликови
- Естреља Марина (Зурија Вега) - Естреља је лепа, одлучна жена која ради са рибарима у свом месту. Иако је сиромашна, изузетно је амбициозна. Сама је научила да чита.
- Виктор Мануел (Марио Симаро) - Виктор Мануел је милионер, инжењер и јединац угледне породице. Остао је без родитеља и отишао је на школовање у иностранство где је остао дуго година. Након што се врати у Плају Ескондида, пада у дубоку депресију и жели да остатак живота проведе у родном граду.
- Оријана (Маријана Сеоане) - Оријана је Леонова старија кћерка, арогантна и пуна мржње. Упознаје Виктора Мануела и заљубљује се у њега, жели да га заведе и он пристане да јој прода своје власништво у Плаји Ескондиди.
- Леон (Мануел Ландета) - Леон је моћни милионер. Његов циљ је да поруши скромне домове становника Плаје Ескондиде и да изгради хотелски комплекс који ће утростручити његово богатство.
- Корал (Нинел Конде) - Корал је лепа тајанствена жена која жели да упеца Виктора Мануела по сваку цену. Естрељина је највећа непријатељица и куне се да јој нико неће преотети Виктора Мануела.
- Касилда (Ерика Буенфил) - Касилда је Естрељина мајка. У младости је била силована, након чега је изгубила разум. Понекада нестане на неколико месеци и нико не зна за њу. Естреља жели да је одведе у психијатријску болницу у главном граду како би је излечили.
- Гиљермо Брисењо (Хуан Ферара) - Гиљермо је човек који пати. Хоси терет своје прошлости који му никада неће допустити да буде срећан.

## Глумачка постава

### Главне улоге
| Глумац:      | Улога:         |
| ------------ | -------------- |
| Зурија Вега  | Естреља Марина |
| Марио Симаро | Виктор Мануел  |
| Нинел Конде  | Каталина Корал |

### Споредне улоге
| Глумац:              | Улога:             |
| -------------------- | ------------------ |
| Маријана Сеоане      | Оријана            |
| Ерика Буенфил        | Касилда            |
| Мануел Ландета       | Леон               |
| Хуан Ферара          | Гиљермо            |
| Марсело Кордоба      | Ернан              |
| Норма Ерера          | Виолета            |
| Ракел Олмедо         | Лус                |
| Серхио Рејносо       | Антонио            |
| Игнасио Лопез Тарсо  | Мохарас            |
| Хеорхина Салгадо     | Есперанса          |
| Флоренсија де Сарачо | Елена              |
| Родриго Нехме        | Лоренсо            |
| Рената Нотни         | Кармита            |
| Николас Мена         | Хорхе              |
| Марија Сорте         | Аурора             |
| Адријан Мартињон     | Мартин             |
| Артуро Кармона       | Сантос             |
| Хуан Анхел Еспарса   | Освалдо            |
| Хавијер Руан         | Брачо              |
| Тоњо Инфанте         | Тибурон            |
| Арлет Пачеко         | Маура              |
| Хулијана Пениче      | Рејна              |
| Беатриз Монрој       | Крисанта           |
| Патси                | Лусија             |
| Мар Контрерас        | Роселија           |
| Оскар Ферети         | Свештеник Заморита |
| Елизабет Дупејрон    | Мистика            |